# Macroscelesia
Macroscelesia é um gênero de traça pertencente à família Brachodidae.